# Teatr Logos
Teatr Logos – amatorski teatr katolicki działający od 1987 roku w Łodzi, założony przez Waldemara Sondkę.

## Działalność
Teatr został powołany przez księdza Waldemara Sondkę. Działa od 2 listopada 1987 roku, przy Kościele Środowisk Twórczych i Centrum Kultury Chrześcijańskiej. Stały zespół teatru składa się z aktorów amatorów, którzy nie otrzymują wynagrodzenia za swą grę. Jego działalność finansowana jest z darowizn.
Teatr do 2024 roku przygotował 60 spektakli premierowych i zagrał ponad 2300 przedstawień. Z teatrem współpracują profesjonalni aktorzy i reżyserzy, w tym m.in. Waldemar Wilhelm, Bogusław Kierc, Ewa Wycichowska czy Lech Wieleba. Wśród dotychczas wystawianych przedstawień, znalazły się m.in.: „Przed sklepem jubilera”, „Mały Książę”, „Umarli ze Spoon River”, „Dialogi Karmelitanek”, „Salome”, „Szelmostwa Lisa Witalisa”, „Boska komedia” i „Gorzkie żale”. Zespół teatru blisko 200 razy występował za granicą, m.in. w krajach takich jak: Anglia, Belgia, Białoruś, Francja, Hiszpania, Holandia, Litwa, Łotwa, Słowacja, Stany Zjednoczone, Szwajcaria, Ukraina, Węgry i Włochy.
W 2003 roku Leszek Możdżer wydał płytę „Teatrowi Logos na XV lecie”, zawierającą nagranie jego koncertu z 15 listopada 2001 roku, w ramach V Festiwalu Kultury Chrześcijańskiej w Łodzi.

## Wyróżnienia
- 1997: Nagroda Miasta Łodzi za twórczość artystyczną[5].
- 2000: Nominacja do nagrody Totus Tuus w kategorii osiągnięcia w dziedzinie kultury chrześcijańskiej[2].